# Echinodictyum conulosum
Echinodictyum conulosum är en svampdjursart som beskrevs av Kieschnick 1900. Echinodictyum conulosum ingår i släktet Echinodictyum och familjen Raspailiidae. Inga underarter finns listade i Catalogue of Life.